# أندرييس بافلوفس
أندرييس بافلوفس (باللاتفية: Andrejs Pavlovs)‏ هو لاعب كرة قدم لاتيفي في مركز حراسة المرمى، ولد في 22 فبراير 1979 في ريغا في لاتفيا. شارك مع منتخب لاتفيا لكرة القدم. أما مع النوادي، فقد لعب مع أولمبياكوس نيقوسيا وشاختيور سوليجورسك ونادي سبارتاكس يورمالا ونادي سكونتو ونادي فنتسبيلس ونادي لوكوموتيف بلوفديف.

## وصلات خارجية
- أندرييس بافلوفس على موقع قاعدة بيانات كرة القدم.إي يو (الإنجليزية)
- أندرييس بافلوفس على موقع ناشيونال فوتبول تيمز (الإنجليزية)
- أندرييس بافلوفس على موقع Soccerway.com (الإنجليزية)
- أندرييس بافلوفس على موقع عالم كرة القدم.نت (الإنجليزية)